# فنار أحمد
فنار أحمد (بالأحرف اللاتينية Fenar Ahmad) المولود عام 1981 هو مخرج سينمائي دانمركي من أصل عراقي. ولد في في تشيكسلوفاكيا وهاجر إلى الدانمارك عام 1986، وهو لا يزال في عمر الخامسة. تخصص في الإخراج السينمائي من معهد «سوبر 16» وأخرج عدة أفلام وثائقية ومنها Den Perfekte Muslim (المسلم الكامل)، وفيلما قصيرا بعنوان Mesopotamia (بلاد ما بين النهرين).
حاز على عدة جوائز عن فيلمه Megaheavy عام 2010، ومنها الجائزة الكبرى في مهرجان أودنسه الدولي للسينما وجوائز روبرتس الدانماركية السينمائية وعن عدة تنويهات.
عام 2014، أخرج فيلمه الطويل الأول وهو عن موسيقى الراب وحياة الجاليات الإتنية في الدانمارك بعنوان Ækte vare وكان الدور الرئيسي للرابر الدانماركي غيلي. وحاز أحمد على تنويه إضافي عن هذا الفيلم كفيلم شبابي وموسيقي خلال مهرجان CPH PIX وجوائز روبرتس الدانماركي.

## الأفلام
- 2006: Nice to Meet You
- 2008: Mesopotamia
- 2009: Den Perfekte Muslim
- 2010: Megaheavy
- 2010: Torshammer
- 2014: Ækte vare

## وصلات خارجية
- فنار أحمد على موقع IMDb (الإنجليزية)
- فنار أحمد على موقع ميوزك برينز (الإنجليزية)
- فنار أحمد على موقع أول موفي (الإنجليزية)
- فنار أحمد على موقع قاعدة بيانات الأفلام السويدية (السويدية)
- فنار أحمد على موقع قاعدة بيانات الفيلم (الإنجليزية)
- فنار أحمد على موقع كينوبويسك (الروسية)

- [صفحة فنار أحمد على موقع IMDb http://www.imdb.com/name/nm2689344]